# Contrat aidé (France)
Un contrat aidé ou emploi aidé est, en France, un contrat de travail pour lequel l'employeur reçoit une aide financière qui réduit le coût du travail.
Les contrats aidés visent à favoriser l'insertion dans l'emploi de personnes éprouvant des difficultés à être embauchées sous un statut de droit commun. Ils relèvent du secteur marchand ou non marchand.

## Histoire des contrats aidés

### 1977: pacte national pour emploi des jeunes
Les contrats aidés arrivent en France en 1977 pour faire face à l’augmentation du chômage des jeunes engendrée par la crise économique. Avec le Pacte National pour Emploi des Jeunes, l’État prend en charge une partie des cotisations sociales du 1er janvier au 30 juin 1978 pour l’embauche de jeunes de moins de 25 ans.
Seules les entreprises n’ayant pas effectué de licenciement économique depuis le 1er mai 1977 et n’ayant pas diminué leurs effectifs par rapport à l’année précédente peuvent bénéficier de ces aides.

### 1984: travaux d'utilité collective
Les Travaux d’Utilité Collective ne sont pas des emplois aidés mais des stages à temps partiel (80h par mois) dans l’attente de trouver un emploi. La rémunération du stagiaire est prise en charge par l’État. Les travaux sont effectués dans le secteur non-marchand (association, fondation, administration publiques) par des jeunes de moins de 21 ans sortis du système scolaire sans formation ou des chômeurs de longue durée de 21 à 25 ans.

## Depuis 2002
Le contrat unique d'insertion (CUI), en vigueur depuis le 1er janvier 2010, a remplacé l'ensemble des contrats aidés issus du plan de cohésion sociale de 2005 (contrat d'avenir, contrat d'insertion / revenu minimum d'activité, contrat d'accompagnement dans l'emploi, contrat initiative emploi).
Le contrat unique d'insertion se décline toutefois en deux variantes :
- le contrat d'accompagnement dans l'emploi (CUI-CAE), dans le secteur non marchand (associations, établissements scolaires…) ;
- le contrat initiative emploi (CUI-CIE), dans le secteur marchand (entreprises…).

Le contrat aidé doit être prescrit par un référent autorisé (Pôle emploi, mission locale, référent RSA…).
Les bénéficiaires du RSA peuvent entrer en contrat unique d'insertion. Dans ce cas, le département prend en charge une partie ou la totalité de l'aide accordée à l'employeur.
La loi de finances pour 2011 prévoit 50 000 CUI-CIE et 340 000 CUI-CAE en France métropolitaine en 2011. Les taux d'aide moyens fixés par le ministère chargé de l'emploi fin 2010 sont d'environ 70 % pour le secteur non marchand et de 30 % pour le secteur marchand.
Le taux de l'aide est fixé en pourcentage du SMIC. Il dépend de la situation du bénéficiaire, du type d'employeur et des actions d'accompagnement mises en œuvre. Il est fixé par arrêté du préfet de région. S'agissant de l'aide de l'État, et parfois de l'aide du département pour les bénéficiaires du RSA, le versement est assuré en pratique par l'Agence de services et de paiement.
En contrepartie de l'aide financière qu'il reçoit, l'employeur doit mettre en œuvre des actions d'accompagnement du salarié (tutorat, formation, aide à la construction du projet professionnel…).
Les contrats en alternance ne sont pas à proprement parler des contrats aidés, même s'ils peuvent parfois donner lieu à une aide publique versée à l'employeur. En effet, leur principale caractéristique n'est pas le versement d'une aide réduisant le coût du travail, mais l'alternance de périodes de travail et de période de formation professionnelle.
En 2017, la Direction de l’animation de la recherche, des études et des statistiques (Dares) du ministère du Travail indique qu'« à court terme, les contrats aidés, particulièrement ceux du secteur non-marchand, permettent de soutenir efficacement l’emploi ». Toutefois, la Cour des compte relève que « dans certains cas, ces embauches permettent de pourvoir des emplois permanents qui auraient dû l’être par des fonctionnaires, ce qui contrevient aux règles de la gestion de la fonction publique ».
Le coût annuel d'un emploi aidé pour les finances publiques est estimé en 2012 par l'Inspection générale des finances (IGF) à 12 853 euros, contre 26 429 euros pour un emploi de niveau SMIC exonéré de cotisations patronales et 287 000 euros pour un emploi créé par le CICE en 2016.
En janvier 2018 le rapport "Donnons-nous les moyens de l'inclusion" appelé également rapport Borello, rendu à la ministre du travail Muriel Penicaud, propose une refonte complète du système de contrat aidé en France. Dans le projet de loi de finances 2018, les crédits qui leur sont alloués sont diminués de 40 %, ne permettant plus le financement que de 200 000 emplois contre 320 000 en 2017 et 450 000 en 2016. La Fédération des acteurs de la solidarité publie une tribune (« Non, monsieur Macron, les contrats aidés ne sont pas inutiles ») et l'opposition de gauche dénonce un « vaste plan social à plusieurs dizaines de milliers de personnes ».